# ヨシップ・ラチッチ
ヨシップ・ラチッチ（Josip Račić、1885年3月22日 - 1908年6月19日）は、クロアチアの画家である。ミュンヘン、パリなどで修行し、クロアチアの近代美術のパイオニアの一人となったが、23歳でパリで自殺した。

## 略歴
現在のクロアチア、ザグレブ郡に生まれた。ザグレブで教育を受け、ザグレブの版画家の弟子になった 。1904年にミュンヘンに絵の修行に出て、スロベニア出身の画家アントン・アズベが運営する私立の美術学校で学んだ。1905年春にベルリンを訪れ、数か月滞在し版画を学んだ。1905年10月にミュンヘン美術院に入学し、ヨハン・カスパー・ヘルテリッヒの学生となった。ヘルテリッヒはその年亡くなったのでフーゴー・フォン・ハーベルマンの学生になった。 オスカル・ヘルマン(Oskar Herman: 1886–1974)、ウラジミール・ベチッチ(Vladimir Becić: 1886–1954)、ミロスラフ・クラリェヴィッチ(1885–1913)といったクロアチア出身の画家たちと活動した 
 。
1908年2月にパリに移り、ルーヴル美術館の作品を模写して修行し、パリではポール・ゴーギャンらの「クロワゾニスム」の影響を受けた。公園やカフェの情景や肖像画、自画像などを描いた。
1908年6月20日にパリのホテルの部屋で死体で発見された。銃で自殺したと考えられているが、自殺の原因は知られていない。

## 作品

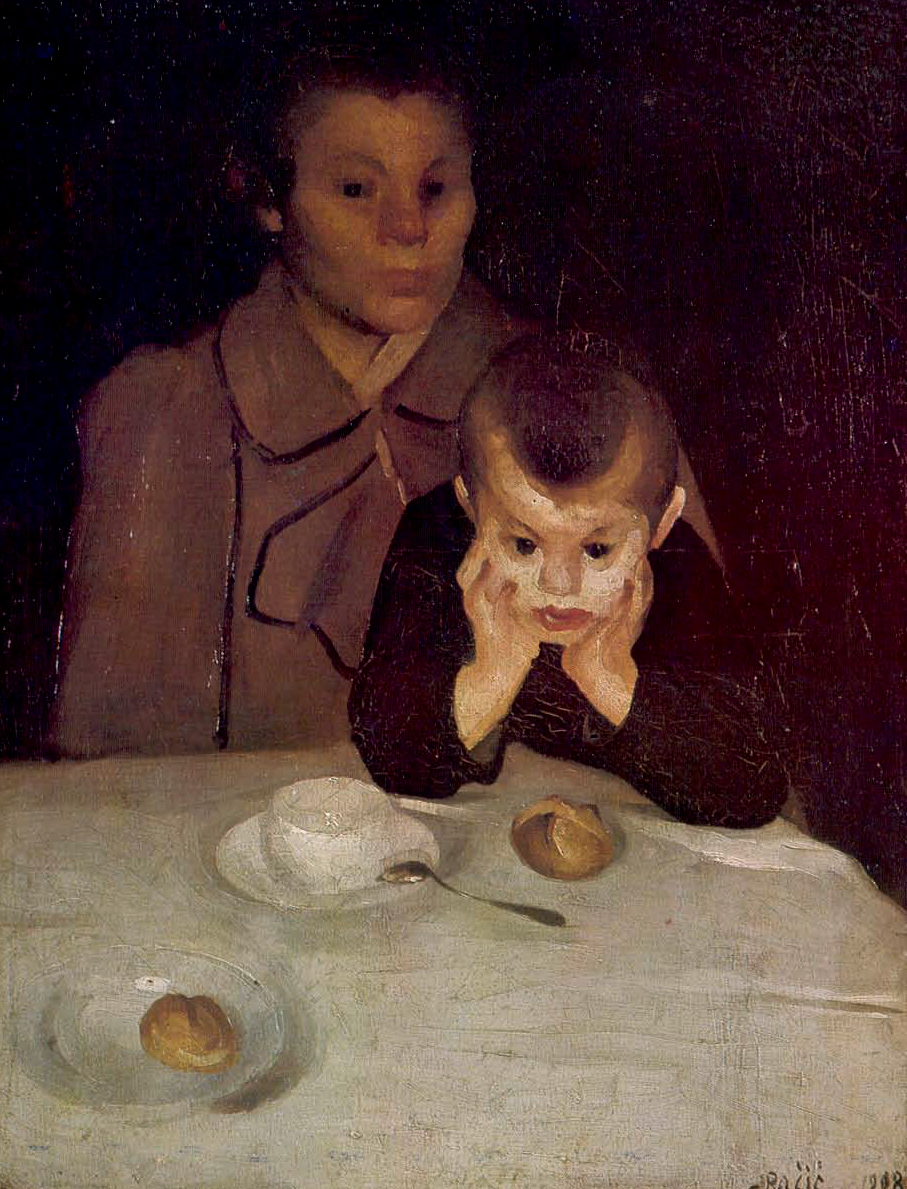
母と子 (1908)
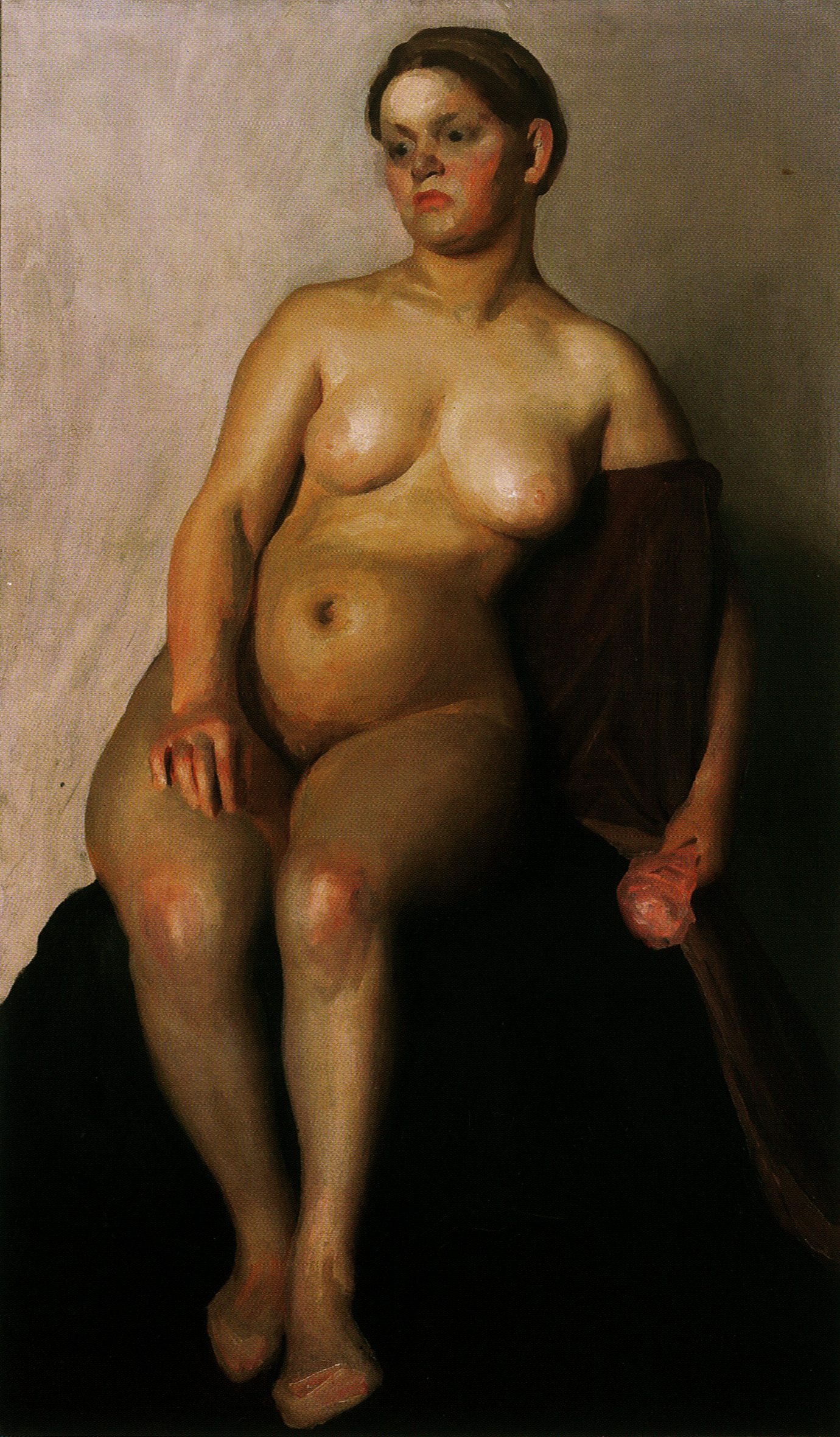
ヌード
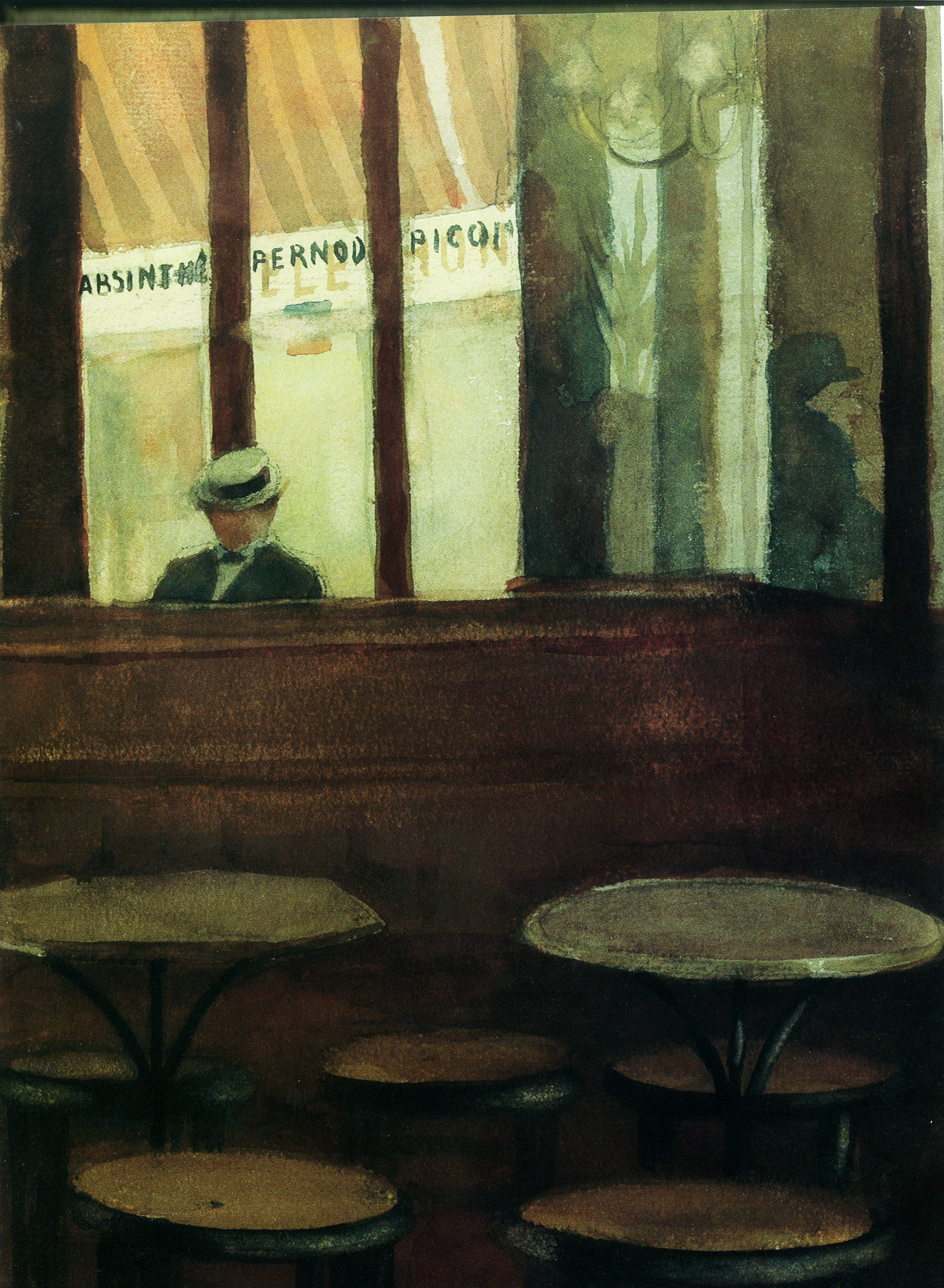
カフェで
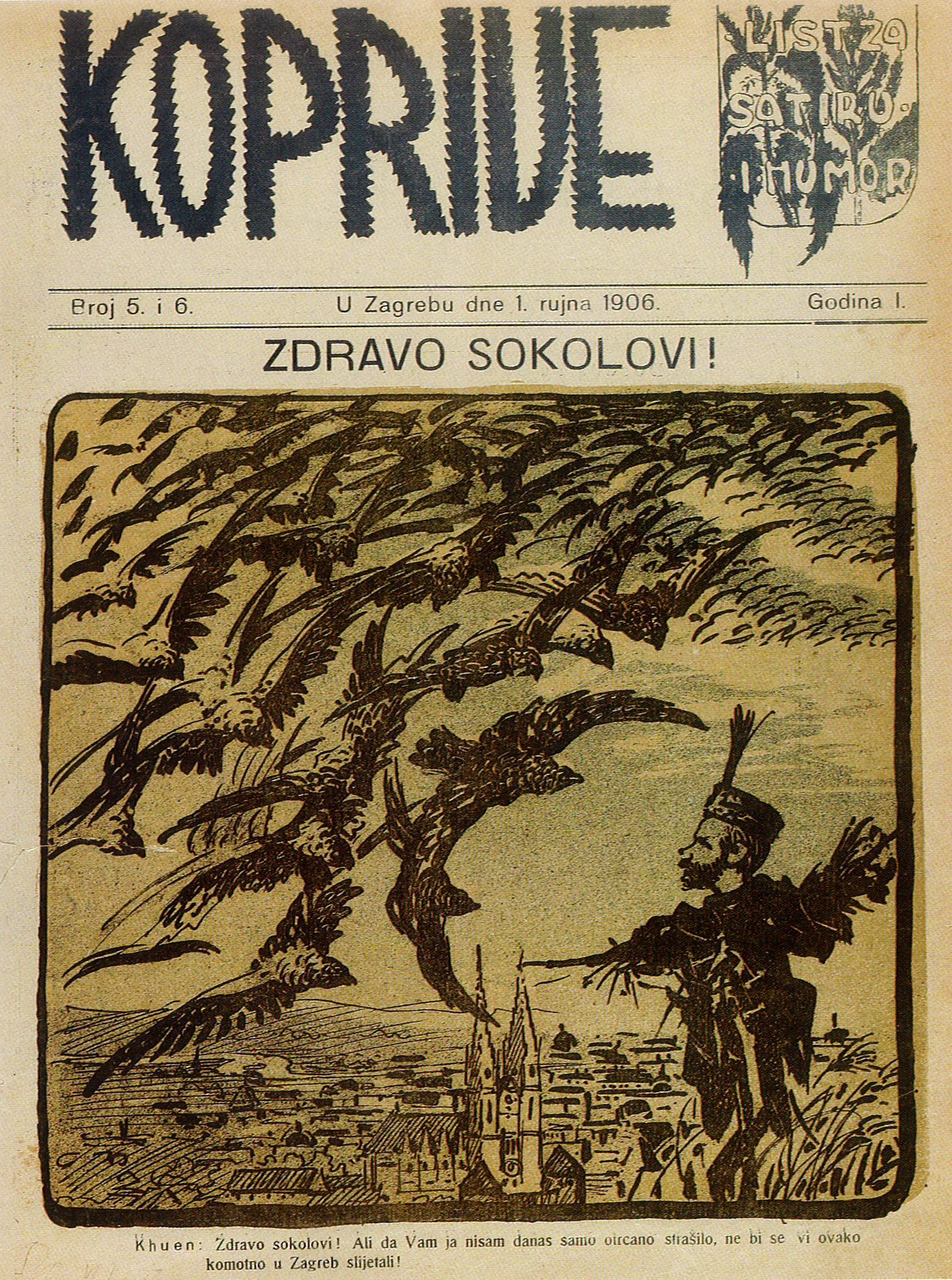

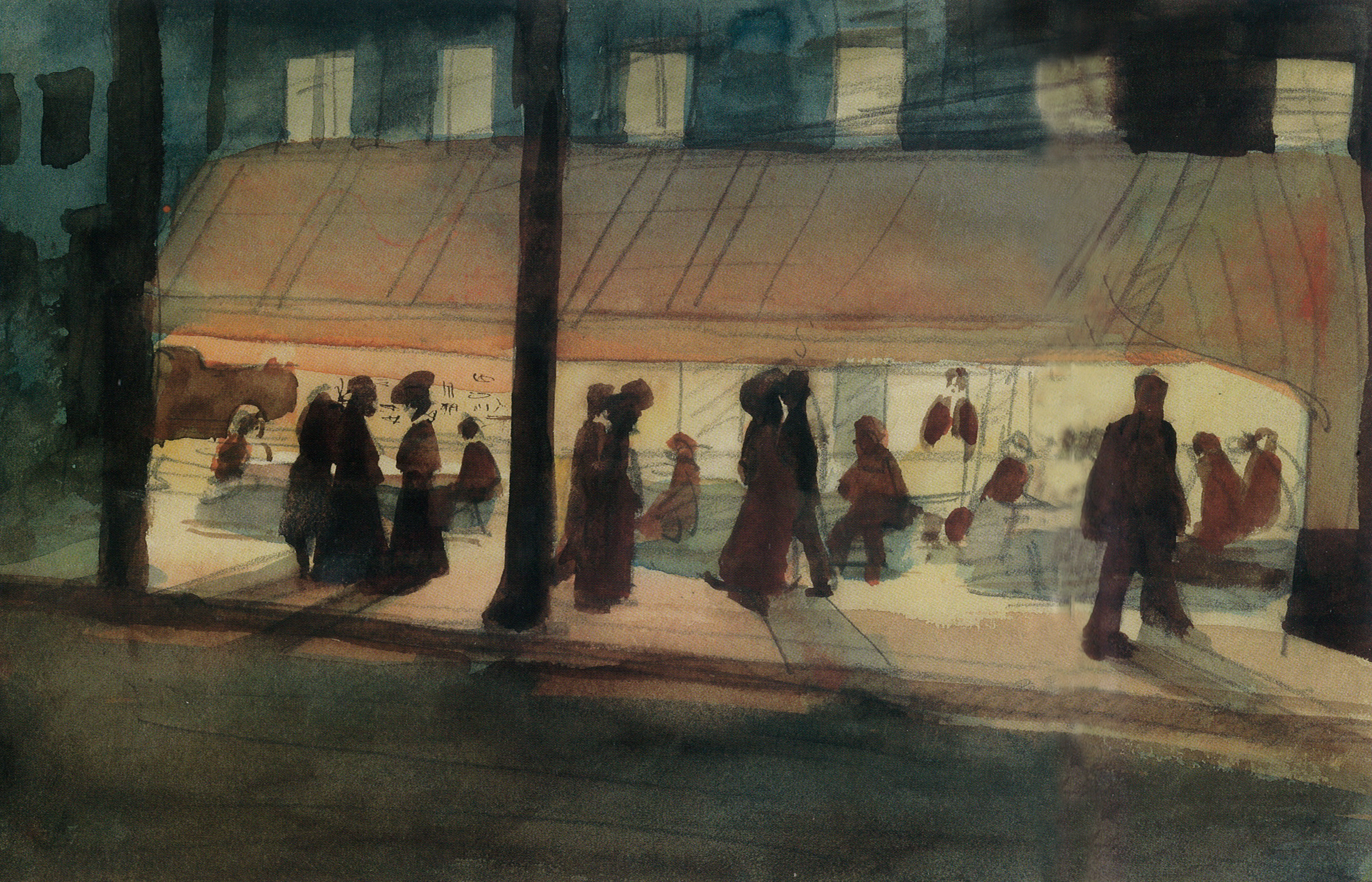
大通りのカフェ
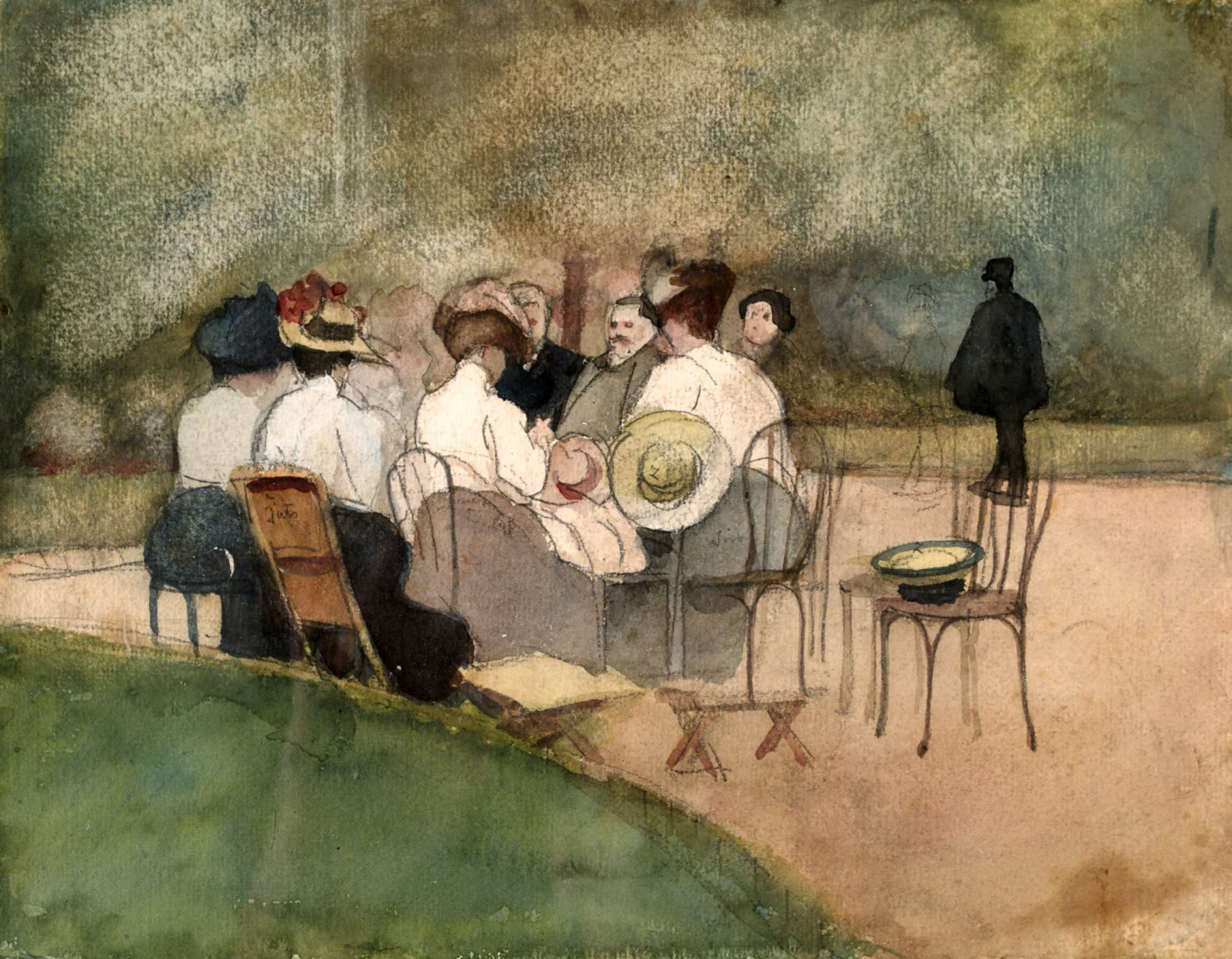
リュクサンブール公園 (1907)
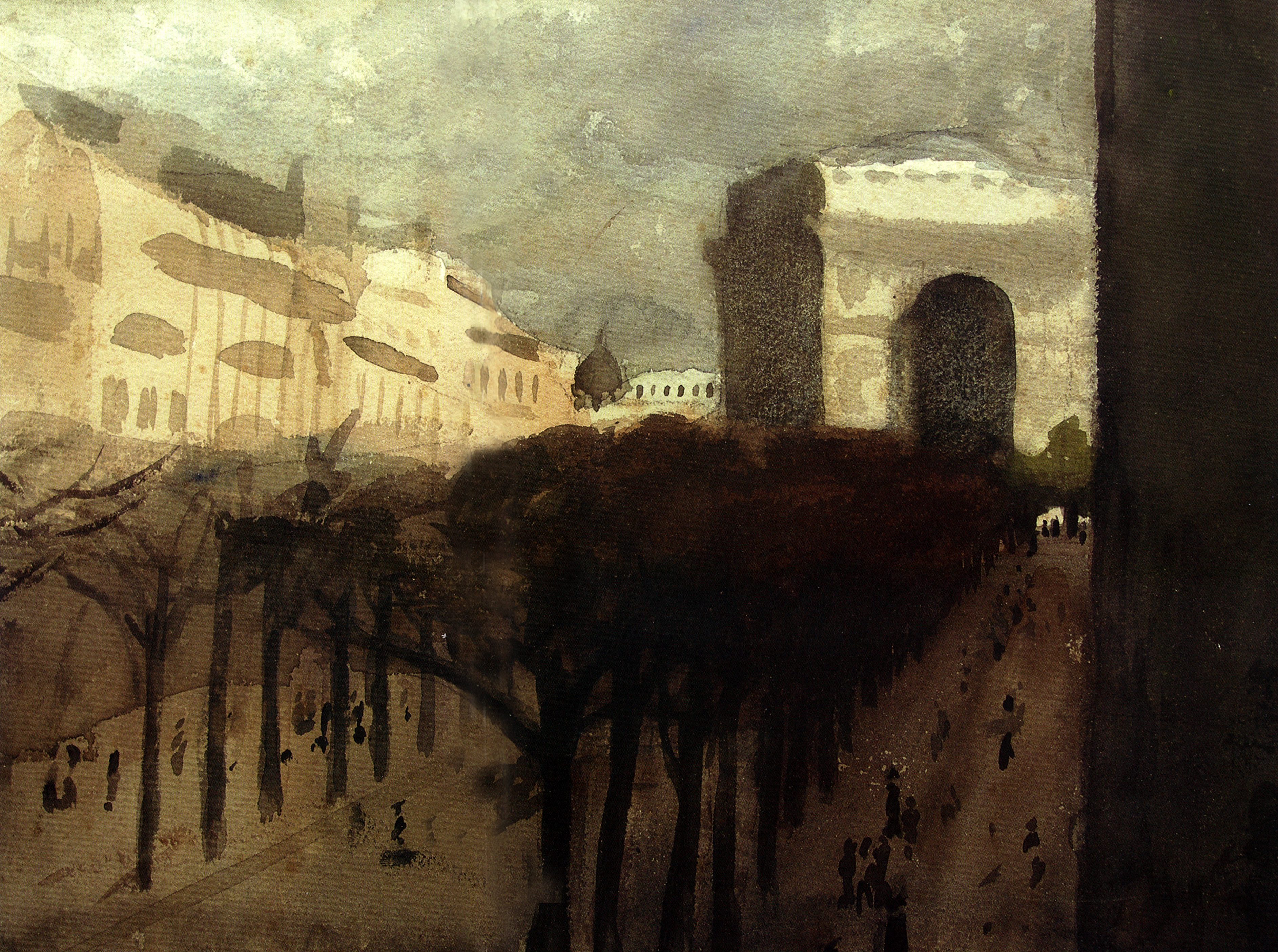
エトワール広場